# Francisco Canaro Gatto

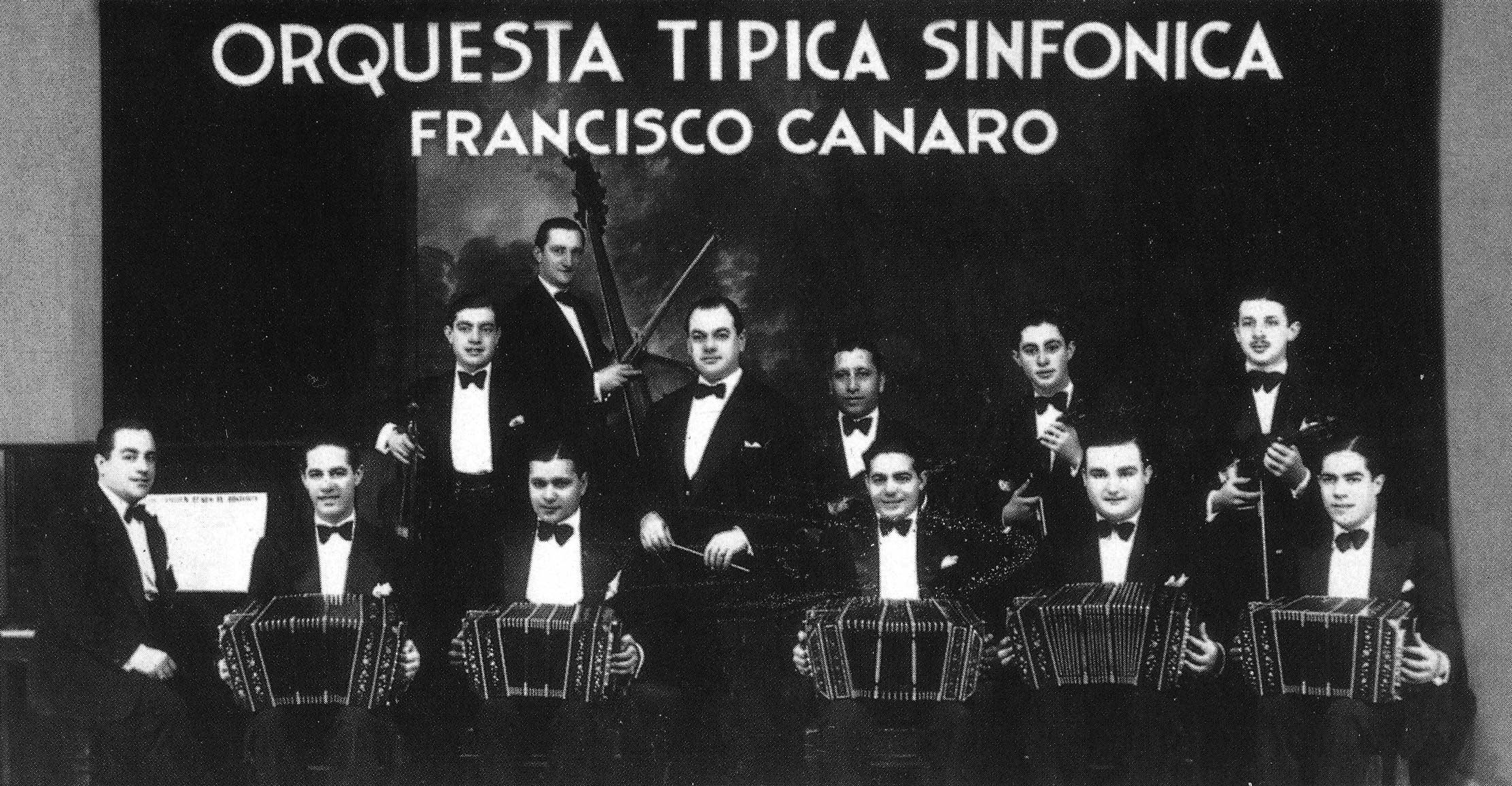
Canaro i la seva orquesta.

Francisco Canaro Gatto (San José de Mayo, Uruguai, 19 de juny de 1874 – Buenos Aires, Argentina, 27 de maig de 1963) fou un compositor musical uruguaià.

## Biografia
De molt petit la seva família es traslladà a Buenos Aires, on s'establí. Se'l considera el creador del tango-milonga portuari. Després d'haver format part d'orquestres com a executant, començà la seva tasca com a compositor nacional, creant una sèrie de tangos que assoliren gran popularitat, a la que hi contribuí en gran escala la seva difusió en discs gramofònics. El 1925 es traslladà a París amb la seva orquestra típica per inaugurar el cabaret Florida.
A París, Canaro organitzà un intercanvi amb els compositors musicals francesos per a difondre encara més la producció argentina, un xic descuidada per la manca d'esperit emprenedor que li donés el suport que es mereixia. Més tard realitzà excursions artístiques per diversos països, Estats Units, Brasil, Japó, etc., que li ocuparen en total divuit temporades teatrals. Fou autor de més de 700 composicions: una d'elles Adiós Pampa mia, tingué en Carlos Gardel com a intèrpret principal, assolint més tard fins a 150 enregistraments d'artistes diferents.

## Obres
Entre les seves millors i més populars produccions hi ha:
- El chamuyo, aparegut el (1911).
- El pollito.
- Matasano.
- Oro viejo.
- Cara zucia.
- Pinta brava.
- Sufra.
- La brisa.
- Nobleza de arrabal.
- Los indios.
- El pinche.
- La garçonnière.
- Sentimiento gaucho.
- París.
- Muchachita de ojos negros.
- Ay, ay, ay.
- El choclo.
- El irresistible.
- Alma de bohemios.
- Madreselva.
- La última copa.
- ¿Te acordás, amigo?.
- Se acabaron los otarios